# En busca de Suertudo
En busca de Suertudo (en España, Buscando a Lucky) es el tercer episodio de la primera temporada de la serie de Estados Unidos ALF. Cuando la familia pierde a su gato.

## Sinopsis
Tras la desaparición del gato de los Tanner, Suertudo (Lucky en España), ALF es culpado de haberse comido a la mascota. ALF dice no ser él pero ellos no le creen, especialmente después de escupir una bola de pelos que él dice que son suyos. Como se siente condenado injustamente ALF se escapa y no regresa. Willie asustado lee una carta que ALF escribe antes de irse donde dice que no se lo comió y que salió en busca de Suertudo (curiosamente también pone que desea tener amoríos con mujeres hermosas). Mientras ALF busca al gato es confundido con un perro y capturado. En la perrera encuentra a Lucky. Cuando una malcriada niña va a adoptarlo, ALF se pone a hacer ruido para que le abran la jaula, le quita el gato a la niña y se escapa corriendo. Cuando llega a casa aparece Willie con el verdadero Suertudo que había estado en casa de los vecinos todo el tiempo.